# Courcelles-sur-Viosne
Courcelles-sur-Viosne är en kommun i departementet Val-d'Oise i regionen Île-de-France i norra Frankrike. Kommunen ligger i kantonen Vigny som tillhör arrondissementet Pontoise. År 2022 hade Courcelles-sur-Viosne 307 invånare.

## Befolkningsutveckling
Antalet invånare i kommunen Courcelles-sur-Viosne
| Referens: INSEE |